# Trésor impérial du Japon

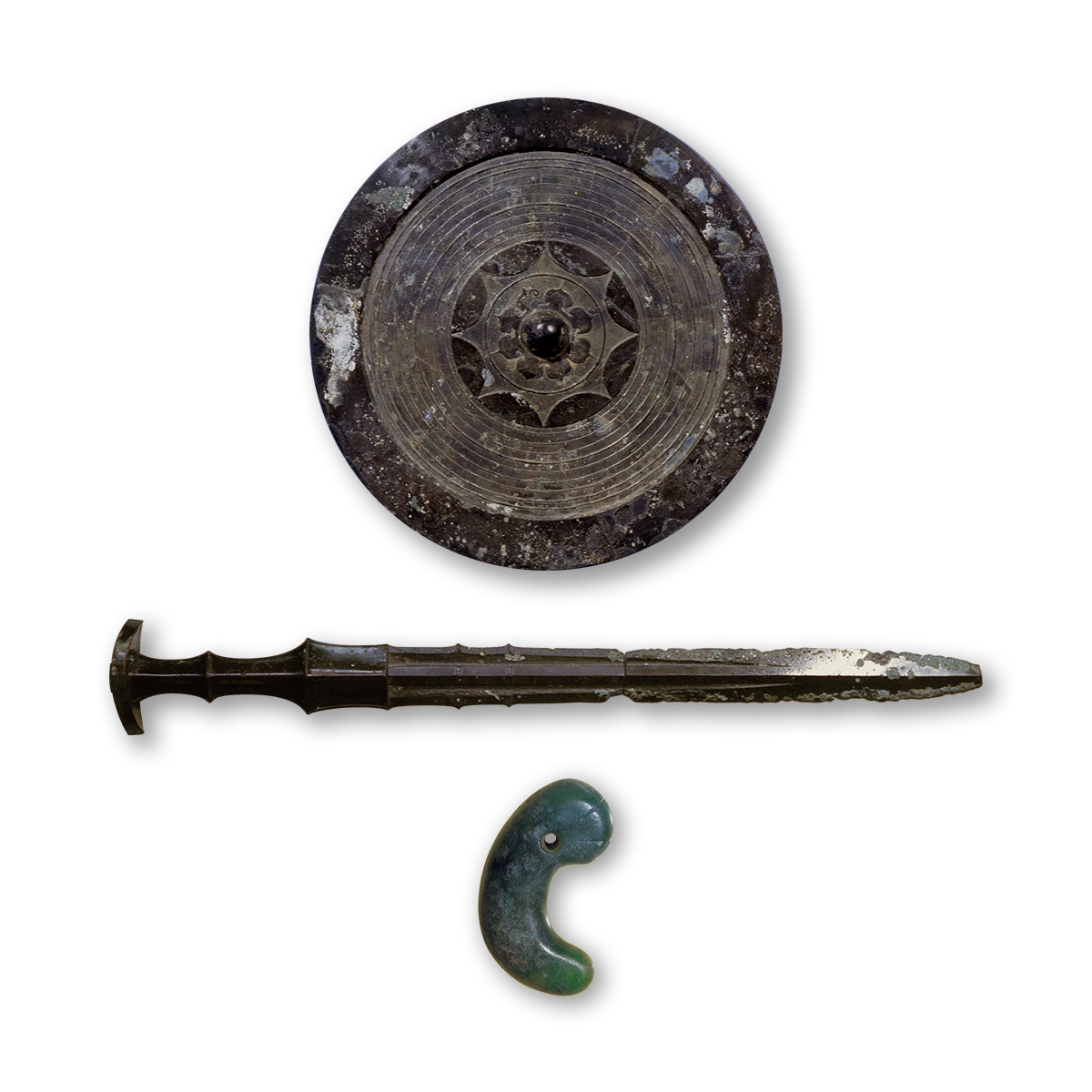
Répliques du trésor impérial du Japon.

Les Trois trésors sacrés du Japon (三種の神器, Sanshu no jingi), appelés aussi Trésor impérial du Japon ou Insignes impériaux, sont trois objets légendaires :
- l'épée, Kusanagi-no-tsurugi (草薙の剣?, littéralement « Épée qui fauche l'herbe ») ou Ame-no-murakumo-no-tsurugi (天叢雲剣?, littéralement « Épée du ciel aux nuages regroupés »), conservée au sanctuaire Atsuta (熱田神宮, Atsuta Jingū?) à Nagoya, bien que d'autres sanctuaires shintoïstes revendiquent aussi sa conservation. Elle représente la valeur et la faculté de partager ;
- le miroir de bronze, Yata-no-Kagami (八咫鏡?), conservé au grand sanctuaire d'Ise (伊勢神宮, Ise jingū?) dans la préfecture de Mie, symbolise la sagesse et la faculté de comprendre ;
- Le magatama (曲玉?), Yasakani-no-Magatama (八尺瓊曲玉?), situé au palais impérial (Kōkyo, 皇居) à Tokyo, illustre la bienveillance et la faculté d'apprendre.

## Origine historique
Ils auraient été offerts par la déesse Amaterasu en personne à son petit-fils Ninigi-no-Mikoto, père du premier empereur du Japon : Jimmu Tennō.
Les trois objets sont un héritage confié à chaque empereur successif du Japon

## Usage dans les rituels
Ces objets constituent la représentation symbolique du caractère sacré de la fonction impériale et le fondement du shinto de la maison impériale.
Depuis 690, la présentation de ces objets à l'empereur par les prêtres au temple constitue l'événement principal de l'intronisation impériale. Cette dernière n'est pas publique et les objets eux-mêmes sont conservés dans un coffret porté par les prêtres. Leur existence concrète est sujette aux doutes : le coffret pourrait être vide, conformément à l'expression « シンボルがオブジェクトを必要としません » (« Un symbole n'a pas besoin de matérialité »). Quoi qu'il en soit, les objets éventuels ou leurs répliques ne sont vus que par l'empereur et certains prêtres, et il n'en existe aucune représentation (photographie ou dessin) exacte.

## Dans la fiction

### Manga etanime
- Dans le manga Naruto, l'épée Kusanagi et le miroir de Yata apparaissant lors d'une confrontation où Orochimaru utilise l'épée Kusanagi face à une technique d'Itachi Uchiwa utilisant à la fois le miroir de Yata et l'épée Totsuka, et le magatama de Yasaka (八坂ノ勾玉, Yasaka no magatama?) est le nom d’une technique d’Itachi utilisée contre Nagato. Le magatama de Yasaka est aussi porté par le seigneur Tenshi quand il fait la rencontre de Kaguya Otsutsuki (Épisode 460 de Naruto Shippuden), Kaguya étant la détentrice originelle du chakra.
- Dans le manga One Piece, l'amiral Kizaru utilise son pouvoir du fruit de la lumière pour se téléporter à l'aide d'une attaque qu'il appelle « miroir de Yata » (tome 52). Ce même amiral utilise également une attaque nommée « ame no murakumo », qui n'est que le second nom de l'épée Kusanagi. Il utilise aussi une attaque nommée « yasakani no magatama », ce sont des perles de lumière.
- Dans le manga xxxHOLiC, la cliente possédant la main du singe rêve d'obtenir le miroir de Yata, ce vœu sera exaucé par la main.
- Dans le manga et l'anime Blue Seed, les magatama sont les « blue seed » des sortes de graines qui transforment les êtres vivants en monstres qui cherchent à tuer les sœurs Kushinada, les aragami. De nombreux noms et termes provenant de la légende du Yamata-no-Orochi reviennent dans la série, Murakumo est le nom de l'antagoniste qui cherche à faire revenir Susanoo, ce dernier est le personnage principal de la légende, frère d'Amaterasu, il trouva Kusanagi-no-Tsurugi dans l'une des queues du Yamata-no-Orochi, dans la série, Mamoru Kusanagi est le personnage protégeant la "dernière Kushinada".
- Dans le manga Hinomaru Zumou, le lutteur Kuze Sousuke est pourvu du titre Kusanagi no Tsurugi en vertu de son statut de lutteur à haut potentiel.
- Dans le manga Sailor Moon, les talismans de Sailor Uranus, Neptune et Pluton sont ces objets : l'épée pour Sailor Uranus, le miroir pour Sailor Neptune, le joyau pour Sailor Pluton.
- Dans le manga Détective Conan, ces trois objets apparaissent brièvement sous forme de pierre qui vont permettre de résoudre le mécanisme de la demeure de Kichiemon dans les épisodes 394 à 396 (le manoir du Big Jewel).
- Dans le manga Ghost in the Shell, un personnage porte le nom de Motoko Kusanagi.
- Dans le manga Campione! (en), « Ame no Murakumo » est une épée divine utilisé par un « Seishuuin Ena » et qui reviendra plus tard un « Kusanagi Godou ».
- Dans le manga Red Eyes Sword: Akame ga Kill!, Susanoo  est un teigu organique qui utilise une technique nommée « miroir de Yata » pour renvoyer une attaque qu'un adversaire lui lance.

### Jeux vidéo
- Dans le jeu vidéo Phoenix Wright (Capcom, 2001), le héros, avocat de la défense, utilise un magatama à partir du deuxième opus pour révéler les secrets cachés des personnages qu'il rencontre.
- Dans le jeu vidéo Tales of Symphonia (Namco, 2003), ces trésors s'obtiennent en récompense de trois combats contre le monstre Pourfendeur. Le miroir de Yata est reçu dans la cave du chemin d'Ossa, le joyau de Yasakani dans la forêt de Gaoracchia et la Kusanagi (qui est l'arme ultime de Lloyd) lors d'un dernier combat dans la forêt d'Isélia.
- Dans le jeu Touhou no 8 : Imperishable Night (2004), certaines attaques spéciales de Keine Kamishirasawa font référence à ces trois objets légendaires.
- Dans le jeu vidéo Ōkami (2006), le personnage principal, une louve blanche étant la réincarnation de la déesse Amaterasu, possède comme différentes armes des miroirs, des rosaires (colliers constitués de plusieurs magatama) et des épées, notamment l'épée de Kusanagi, obtenue après un combat contre Kyubi, un renard à neuf queues gardien de l'île Oni.
- Dans le MMORPG Final Fantasy XIV (2010), une quête vous mèneras à réunir les trois trésors, ce qui invoquera le primordial Susano.
- Dans le jeu vidéo Nioh (Koei, 2017), à l'aide du dernier dlc Honneur Rebelle, le succès Sainte Trinité se déverrouille en s'équipant de Kusanagi Tsurugi, obtenue la première fois en battant Yamata no Orochi, boss de fin du jeu de base, en s'équipant également de Yasakani Magatama et le miroir de Yata qui s'obtiennent tous deux aléatoirement dont le dernier en voie du sage.

### Bande dessinée
- Dans Océan noir, épisode de Corto Maltese par Martin Quenehen et Bastien Vivès (2021), le héros assiste à une pièce de théâtre qui raconte la légende sur Amaterasu à l'origine du miroir. Puis, il découvre dans une grotte péruvienne que des membres de la société de l'Océan noir y cachent les trois trésors qu'ils ont volé, afin de forcer l'empereur du Japon à abdiquer.